# 蛮書
『蛮書』（ばんしょ）は、唐の樊綽（はんしゃく）による雲南の地誌。『雲南志』『雲南史記』などとも呼ばれる。全10巻。現行本は輯逸書である。

## 成立・テクスト
南詔王の世隆は大礼国の皇帝を名乗り、咸通3年（862年）に安南に侵入した。南詔に対抗するために安南経略使として蔡襲が赴任した。樊綽は蔡襲の幕僚であり、雲南各地の地理や風俗を記録し、10巻の書物にまとめた。翌年、南詔は再び安南を攻撃して交趾を陥落させ、蔡襲は死んだが、樊綽は辛くも逃がれた。
『蛮書』は明代にいったん失われ、清代に四庫全書を編纂するとき『永楽大典』から輯逸したが、文義の通じない箇所が残った。
現代中国では向達『蛮書校注』（中華書局1962）、方国瑜主編『雲南史料叢刊』巻2所収の『雲南志』（雲南大学出版社1998）がある。

## 構成
1. 雲南界内途程
2. 山川江源
3. 六詔
4. 名類
5. 六𧸘[5]
6. 雲南城鎮
7. 雲南管内物産
8. 蛮夷風俗
9. 南蛮条教
10. 南蛮疆界接連諸番夷国名

## 非漢族の言語に関する記載
巻8の蛮夷風俗に白蛮（ペー族の祖先という）と東爨（イ族の祖先という）の言葉を記している。

## 関連文献
- 武内剛、林謙一郎（編）「「蛮書」索引」『南方文化』第15巻、1988年、163-185頁。